# ラドミル・プトニク

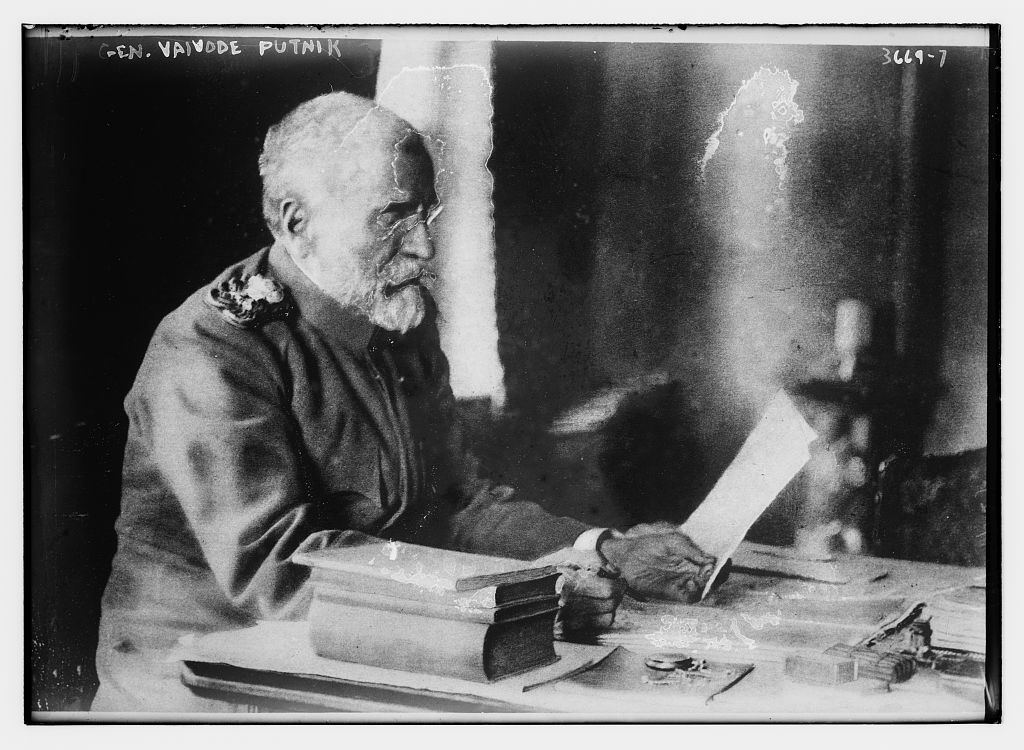

ラドミル・プトニク（Радомир Путник、1847年1月21日 - 1917年5月4日）は、セルビアの軍人。元帥（Vojvoda）。
クラグエヴァツ出身。1866年、ベオグラードの軍事学校で教育を受け、歩兵の道を進む。1876年まで国防省軍事測量課で勤務。1876年の露土戦争時、ルドニッチ旅団の副官・参謀長、旅団長代行、イバル軍攻城砲指揮官、ルドニッチ旅団長を歴任。1877年～1878年の露土戦争にも従軍。1879年、ロシア帝国に赴き、帰国後、国防省砲兵課長に任命。1883年からドナウ師団参謀長となり、1885年のセルビア・ブルガリア戦争に従軍した。1889年からセルビア高等軍事学校で講師を務める。1893年7月からシュマジス大隊長。オブレノビッチ王朝では冷遇され、1896年に退役する。
オブレノビッチ王朝が倒れ、カラジョルジェビッチ王朝が権力を掌握した後、1903年秋に参謀総長に任命。1906年、1912年、国防相を務める。1912年の対土宣戦布告（第一次バルカン戦争）の際、最高司令部参謀長に任命。セルビア軍の勝利に貢献した。1913年のブルガリアとの第二次バルカン戦争も、セルビア側有利に終わらせた。
第一次世界大戦勃発時、プトニクはオーストリアで保養中だった。プトニクは抑留されたが、後にフランツ・ヨーゼフ1世の特別命令により釈放され、ルーマニアに追放された。セルビア帰国後、最高司令部参謀長（最高司令官アレクサンドレ摂政）となり、セルビア軍を指揮した。オーストリア・ハンガリー軍の第一次セルビア侵攻（1914年8月12日～同月24日）時、敵軍を撃破し、ドリナとサヴァまで後退させた。第二次侵攻時、ルドニク会戦（12月2日～15日）でオーストリア・ハンガリー軍を撃破し、6万人を殺傷し、5万人を捕虜とし、軍旗3本と火砲126門を鹵獲した。
1915年10月～12月の戦役時、セルビアはドイツ軍、オーストリア・ハンガリー軍、ブルガリア軍により3方向から攻撃された。プトニクは、セルビア軍のアルバニアへの退却を指揮し、その後、残余部隊をコルフ島に撤収させた。1916年初め、重病を患い、治療のためフランスに去った。翌1917年、死去。